# Wiktor Anochin
Wiktor Fiodorowicz Anochin (ros. Виктор Фёдорович Анохин, ur. 18 lipca 1951 w Ufie) – rosyjski lekkoatleta specjalizujący się w biegach średniodystansowych i sprinterskich, reprezentant Związku Radzieckiego, uczestnik igrzysk olimpijskich.
Wiktor Anochin wystąpił na igrzyskach olimpijskich 1976 w Montrealu. Wystartował w sztafecie 4 × 400 metrów razem z Jewgienijem Gawrilenko, Władimirem Ponomariowem i Dmitrijem Stukałowem. Reprezentanci ZSRR zajęli wówczas 6. miejsce w półfinale, które nie premiowało awansu do finału. Anochin brał także udział w rywalizacji na 800 metrów, gdzie przebrnął przez eliminacje, a następnie odpadł po biegu półfinałowym, którym zajął 7. pozycję.
Podczas halowych mistrzostw Europy 1977 w finale biegu na 800 m zajął 4. miejsce.
Jego rekord życiowy na 800 m – który ustanowił 12 czerwca 1976 w Kijowie – to 1:46,0. Na tym samym dystansie w hali jego najlepszy rezultat to 1:47,7 13 z marca 1977 z San Sebastián.